# Уилан, Гленн
Гленн Дэ́вид Уи́лан (англ. Glenn David Whelan; род. 13 января 1984, Дублин) — ирландский футболист и тренер, полузащитник. Выступал за сборную Ирландии.

## Клубная карьера
Уилан начал свою профессиональную карьеру в «Манчестер Сити» после перехода из ирландского клуба «Черри Орчард». Он появился на поле всего один раз, выйдя на замену в матче Кубка УЕФА. После молодёжного чемпионата мира был взят в аренду клубом «Бери» из второго дивизиона.
Уилан перешёл в «Шеффилд Уэнсдей» как свободный агент летом 2004 года. В первом же сезоне сыграл 41 матч и забил четыре гола. После повышения «Уэнсдей» Уилан примерил капитанскую повязку, пока капитан клуба Ли Буллен был травмирован. В следующем сезон Уилан забил семь мячей и был признан лучшим игроком года в команде.
Уилан подписал контракт со «Сток Сити» сроком на три с половиной года. 2 февраля 2008 года он первый раз вышел на поле в матче против «Кардифф Сити». Уилан забил свой первый гол за «Сток» в матче против «Кристал Пэлас» 7 апреля 2008 года. Он сыграл 14 раз за сезон 2007/08, а его команда заняла второе место в Чемпионшип и вышла в премьер-лигу.
Из-за неубедительной игры в первых матчах чемпионата 2008/09 Уилану пришлось стать запасным. Он выходил только на кубковые и незначительные матчи. Несмотря на это, Уилан стал основным игроком сборной Ирландии.
Уилан подписал новый контракт со «Стоком» 15 сентября 2009 года. Он забил свой первый гол в сезоне в матче против «Тоттенхэма», который закончился победой «Стока» со счётом 1:0. Он сыграл свой сотый матч за «Сток» 1 января 2011 года в игре против «Эвертона». Постепенно он стал прочным игроком основы. Уилан подписал новый контракт на три с половиной года 11 января 2012 года.
Уилан присоединился к «Астон Вилле» 20 июля 2017 года, заключив контракт сроком на два года. Он забил свой первый гол за «Астон Виллу» 24 февраля 2018 года.
14 августа 2019 года Гленн перешёл в «Харт оф Мидлотиан». Он покинул клуб в январе 2020 года, после того как новый тренер Даниэль Штендель исключил его из команды.
24 января 2020 года Уилан подписал краткосрочное соглашение с клубом первой лиги «Флитвуд Таун».

## Международная карьера
Его дебют в сборной Ирландии состоялся 24 мая 2008 года в матче против сборной Сербии. С момента назначения Джованни Трапаттони стал одним из ключевых игроков команды.